# Nederlandse kampioenschappen schaatsen afstanden 2024 - Massastart mannen
De massastart mannen op de Nederlandse kampioenschappen schaatsen afstanden 2024 werd gereden op zaterdag 30 december 2023 in ijsstadion Thialf te Heerenveen.
Er stonden zestien mannen aan de start. Titelhouder was Jorrit Bergsma (TJV) die echter niet meedeed. Het machtigste blok was Team Reggeborgh met kopman Bart Hoolwerf. De wedstrijd werd hard gemaakt door de rijders van Team Jumbo-Visma, zoals Kars Jansman die solo aan kop reed tot twee ronden voor het einde. In de voorlaatste ronde plaatste Christian Haasjes (Sprog) een aanval, maar hij werd in de op-een-na-laatste bocht teruggepakt. Op dat moment maakte Hoolwerf een misslag en ging Harm Visser (TJV) er vandoor. Visser won afgetekend de sprint en Hoolwerf wist nog net zijn ijzer voor Yves Vergeer (OKAY/Interfarms) te krijgen.

## Uitslag
| #      | Schaatser            | Team                  | Ronden | Punten | Punten | Punten | Punten | Punten | Tijd    |
| #      | Schaatser            | Team                  | Ronden | Sp 1   | Sp 2   | Sp 3   | Sp 4   | Totaal | Tijd    |
| ------ | -------------------- | --------------------- | ------ | ------ | ------ | ------ | ------ | ------ | ------- |
| Goud   | Harm Visser          | Team Jumbo-Visma      | 16     |        |        |        | 60     | 60     | 7.45,17 |
| Zilver | Bart Hoolwerf        | Team Reggeborgh       | 16     |        |        |        | 40     | 40     | 7.45,61 |
| Brons  | Yves Vergeer         | OKAY / Interfarms     | 16     |        |        |        | 20     | 20     | 7.45,64 |
| 4      | Robert Post          | Team Jumbo-Visma      | 16     | 1      |        |        | 10     | 11     | 7.46,15 |
| 5      | Christian Haasjes    | Sprog                 | 16     |        |        |        | 6      | 6      | 7.46,62 |
| 6      | Evert Hoolwerf       | Team Reggeborgh       | 16     | 2      | 1      | 1      |        | 4      | 7.51,48 |
| 7      | Jorian ten Cate      | OKAY / Interfarms     | 16     |        |        |        | 3      | 3      | 7.46,70 |
| 8      | Kars Jansman         | Team Jumbo-Visma      | 16     |        |        | 3      |        | 3      | 8.00,43 |
| 9      | Stefan Wolffenbuttel | OKAY / Interfarms     | 16     |        | 3      |        |        | 3      | 8.23,43 |
| 10     | Marcel Bosker        | Team Reggeborgh       | 16     |        |        | 2      |        | 2      | 8.10,12 |
| 11     | Louis Hollaar        | Team Reggeborgh       | 16     |        |        |        |        | 0      | 7.46,72 |
| 12     | Mats Stoltenborg     | Team Jumbo-Visma      | 16     |        |        |        |        | 0      | 7.53,94 |
| 13     | Matthé Pronk         | SKITS                 | 16     |        |        |        |        | 0      | 7.54,82 |
| 14     | Jeroen Janissen      | OKAY / Interfarms     | 16     |        |        |        |        | 0      | 8.11,26 |
| 15     | Casper de Gier       | Team Reggeborgh       | 13     |        | 2      |        |        | 0      | DNF     |
| 16     | Rick Meijer          | Van Ramshorst-Renault | 10     | 3      |        |        |        | 0      | DQ      |